# Nathanella
Nathanella is een geslacht van haften (Ephemeroptera) uit de familie Leptophlebiidae.

## Soorten
Het geslacht Nathanella omvat de volgende soorten:
- Nathanella indica
- Nathanella saraswathiae